# Parnara naso
Parnara naso is een vlinder uit de familie van de dikkopjes (Hesperiidae). De soort is voor het eerst wetenschappelijk beschreven als Hesperia naso door Johann Christian Fabricius in een publicatie uit 1798.

## Verspreiding
De soort komt voor in Madagaskar, Réunion en Mauritius.

## Ondersoorten
- Parnara naso naso (Fabricius, 1798) (Mauritius)
- Parnara naso bigutta Evans, 1937 (Réunion)
- Parnara naso poutieri (Boisduval, 1833) (Madagaskar)
  - = Hesperia ibara Plötz, 1883
  - = Pamphila albigutta Mabille 1887

## Waardplanten
De rups leeft op diverse soorten van de grassenfamilie (Poaceae) waaronder Nastus borbonicus, Oryza sativa en Saccharum officinarum.